# Патек, Адольф
Адо́льф Па́тек (нем. Adolf Patek; 4 апреля 1900, Вена — 9 сентября 1982) — австрийский футболист и футбольный тренер.

## Клубная карьера
Начал клубную карьеру в 1916 году в клубе «Винер Шпорт-Клуб». В 1919 году стал финалистом Кубка Австрии, но в финале его команда проиграл «Рапиду». В 1921 году стал игроком клуба Прага, где провёл четыре сезона, позже перешел в пражский клуб «Спарта». В 1926 и 1927 годах становился победителем чемпионата Чехословакии, а также трофея Кубок Митропы 1927.

## Тренерская карьера
После окончания Второй мировой войны Патек начал тренерскую работу в Австрийском футбольном союзе, после чего в сезоне 1946/47 возглавил клуб «Берн». С сентября 1949 по май 1953 года, руководил сборной Люксембурга. В сезоне 1953/1954 года стал главным тренером «Карлсруэ», на посту тренера стал обладателем Кубка Германии.
В 1956 году был назначен главным тренером франкфуртского «Айнтрахта», где в первом сезоне во второй раз стал обладателем Кубка Германии. С 1958 по 1961 года был главном тренером «Баварии». Затем вернулся на родину, где недолго тренировал «Янг Феллоуз Ювентус», а затем возглавил «Винер-Нойштадт», с которым в 1963 году завоевал Кубок Австрии.